# Paul Stewart (acteur)
Paul Stewart (New York, 13 maart 1908 - Los Angeles, 17 februari 1986), geboren Paul Sternberg, was een Amerikaans acteur. Hij speelde meestal onbetrouwbare slechteriken, waaronder een aantal gangsters.

## Levensloop
Als tiener begon Stewart al te spelen in toneelstukken. In 1938 werd hij lid van Orson Welles' toneelgezelschap Mercury Theatre. Daarmee was hij te horen en te zien in verscheidene toneel- en radiostukken, waaronder het beroemde hoorspel The War of the Worlds. In 1939 trouwde hij met radiozangeres en -actrice Peg LaCentra. Toen Welles naar Hollywood vertrok, ging een groot deel van zijn Mercury Theatre mee, waaronder Stewart. Hij maakte zijn filmdebuut in Welles' debuutfilm en meesterwerk Citizen Kane (1941) als de sluwe bediende Raymond. Later werd hij vaker gevraagd als karakteracteur, voornamelijk voor koelbloedige, sinistere of sceptische rollen, waaronder in de film noir Kiss Me Deadly uit 1955. In het midden van de jaren vijftig begon hij een tweede carrière als televisieregisseur. Hij regisseerde onder andere afleveringen van Peter Gunn, Perry Mason en Hawaii Five-O.
Paul Stewart overleed op 77-jarige leeftijd aan een hartaanval.

## Filmografie
- Citizen Kane (1941)
- Johnny Eager (1942)
- Mr. Lucky (1943)
- Champion (1949)
- The Window (1949)
- Twelve O'Clock High (1949)
- Walk Softly, Stranger (1950)
- Appointment with Danger (1951)
- Carbine Williams (1952)
- The Bad and the Beautiful (1952)
- The Joe Louis Story (1953)
- Deep in my heart (1954)
- Kiss Me Deadly (1955)
- In Cold Blood (1967)
- Opening Night (1977)